# Rittergut Kirchscheidungen
Koordinaten: 51° 14′ 39,3″ N, 11° 39′ 15,5″ O

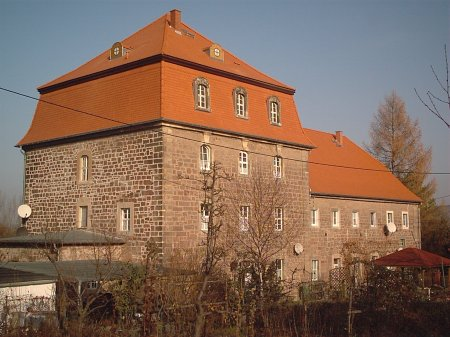
Das Rittergut heute

Das Rittergut Kirchscheidungen befindet sich im Ortsteil Kirchscheidungen der Gemeinde Laucha an der Unstrut im Burgenlandkreis in Sachsen-Anhalt.

## Niederschloss

Das Rittergut zu Kirchscheidungen

Das Niederschloss war ein sächsisches Mannlehen und wurde auch als Kempnater bezeichnet. Es war im Besitz der Knutonen und muss ein interessantes Denkmal gewesen sein. Auf einem alten Bild der 1945 enteigneten und abtransportierten Schlossbibliothek von Burgscheidungen ist zu sehen: „eine malerische Ruine, dicht an der Unstrut, ein runder Bergfried mit der anstoßenden Mauer der Kapelle und einem Eckturm, dann (rechts) über eine Steinbrücke damit verbunden, ein massives, geräumiges, jedoch strohgedecktes Haus mit Rundbogentor, (welches zugleich Wohn- und Wirtschaftsgebäude war) am Fluß entlang einen Flankenzaun.“ Das Bild ist so „malerisch“ gehalten, dass die Einzelheiten nicht näher zu bestimmen sind.
Arthur Rockhausen ließ 1947 ein ähnliches Ölgemälde nach Berichten aus der „Beschreibende Darstellung der älteren Bau- und Kunstdenkmäler der Provinz Sachsen, Kreis Querfurt“ von 1909 malen. Der Künstler hatte jedoch nur das oben besagte Gemälde, den Text und vielleicht das Herrenhaus als Vorbild und gestaltete sein Bild noch ein wenig mehr aus, so dass die Abbildung wohl kaum den Tatsachen entspricht. Das Gemälde befindet sich im Besitz von Wolff-Christoph Rockhausen aus Waldheim.
Wenn also der abgebildete Bergfried in Verbindung mit Kapelle und Eckturm Teile der ursprünglichen Burganlage darstellt, so müsste das durch die Steinbrücke verbundene große strohbedeckte Haus mit Rundbogentor, also das „Niederschloss“, später (nach 1250) entstanden sein, so dass der Wohnsitz der Lehnsherren von Kirchscheidungen mit dem gesamten Anhang und Wirtschafts- und Gesinderäume darin Platz finden konnten. 1424 wohnten schon die von Rockhausen darinnen. Das Niederschloss bildete den Grundstock des später entstandenen großen Rittergutes, bestehend aus Ober-, Mittel- und Niederhofes, welche noch heute in Teilen vorhanden, während die Burganlage und das Niederschloss verschwunden sind.

## Mittelhof

Wappentafel am Rittergut

Nach der Meinung Ortskundiger soll der Mittelhof etwa dort gewesen sein, wo heute die von Schmidts und Gottschalks bewohnten Gebäude stehen. Der Türbogen zum jetzigen Gehöft Gottschalk (heute Lindenstr. 28), trug die Jahresinschrift 1583. Wegen Bauarbeiten dort abgetragen, wurde er Ende 2013 links des ehemaligen Backhauses durch den Feuerwehrverein unter reger Beteiligung der Einwohner wieder errichtet. Darüber befand sich eine eingemauerte Inschriftentafel, in der Mitte ein Herzförmiges Rockhäusisches Wappen, mit der Umschrift:
HANS PATSCH

SHVLTZE ZV

KIRCHSCHI
Auf dem Wappen die Initialen CVR (vermutlich Christoffen von Rockhausen, Ritter auf Kirchscheidungen * 1510 † 1583).
Ob diese Pforte wirklich der Eingang zum Mittelhof war, ist unklar, eher unwahrscheinlich. Vergleicht man die Bauweisen ähnlicher Pforten in Laucha, so ist nicht auszuschließen, dass die Pforte aus verschiedenen alten Teilen eines Hauseinganges zusammengesetzt und auch die Inschriftentafel später eingebracht wurde.
Erklärbar wäre dies nur so, dass die Familie von Rockhausen mit ihren „Hoheitszeichen“, als Erblehn- und Gerichtsherren von Kirchscheidungen, dem Schulzen auch Machtbefugnisse übertrugen, aber gleichzeitig damit klarstellten, dass der Ortsschulze nur auf Grund ihrer Gnade eingesetzt worden war. 1739 wird der Mittlere Hof als Rockhäusisches Rittergut bezeichnet. Er ging 1746/48 in das Eigentum von Levin Friedrich von der Schulenburg über.
Moritz Levin Friedrich Graf von der Schulenburg zu Burgscheidungen war nach dem Tod seines Vaters Eigentümer des Rockhausenschen Mannlehnguts Kirchscheidungen und gleichzeitig auch des altschulenburgischen Anteils am Majoratsgut Kirchscheidungen (Oberhof).
Der Mittelhof hat 1908 eine Größe von 54 ha.
Die Einfahrt zum Mittelhof muss an anderer Stelle gewesen sein. Heinrich Bergner gibt einen anderen Standort für den Mittelhof an. Diese Gebäude des Mittelhofes, die sich nördlich an den Oberhof, das Rittergut anschlossen, wurden jedoch 1946 bis 1950 komplett abgetragen.

## Oberhof und Herrenhaus
Das Herrenhaus des ehemaligen Rittergutes befindet sich im Oberdorf, oben auf dem Lohberg (Nr. 77) unweit der Kirche von Kirchscheidungen. 1739 wird der Oberhof den Herren von der Schulenburg gehörig bezeichnet. Nach Bergners Beschreibung soll dessen heutige Form um 1748/49 als Vierseitenhof entstanden sein. Diese Baumaßnahme am Rittergut sollen im engen Zusammenhang mit dem Neubau des Schlosses von Burgscheidungen, dem des Portals der Dorfkirche in Tröbsdorf und dem des Herrenhauses des Rittergutes in Baumersroda gestanden haben. 1909 umgeben den Oberhof 3 zweigeschossige Wirtschaftsgebäude und eine Remise, welche vom Herrenhaus dominiert werden. Alle Gebäude sind aus roten Buntsandstein und weißen Kalksandstein errichtet. Der Hof war mit einer geschlossenen Mauer umgeben. Der Zugang erfolgte über vier große Tore. Die Häuser und Stallungen waren von einem innen ringsumführenden Wirtschaftsweg zu erreichen. Doch hier irrt Bergner. Nach einem historischen Messtischblatt von 1852, sah das damalige Rittergut vollkommen anders aus. Das Rittergut, welches Bergner beschreibt, ist in dieser Form also erst in der zweiten Hälfte des 19. Jahrhunderts entstanden.
Der Zustand des Oberhofes und des Herrenhauses vor 1748 ist nicht bekannt. Aus Untersuchungen des Haupthauses im Inneren ergibt sich, dass das Haus eine jahrhundertelange Geschichte hat. Vielleicht ist es auf den Grundmauern des ehemaligen Niederschlosses und/oder aus dem ehemaligen Wohnturm (Kemenate) errichtet worden, oder ist noch ein Rest davon. Bei Untersuchungen konnte festgestellt werden, dass zumindest Steine aus älterer Zeit mit verwendet wurden. Die Keller und das Erdgeschoss stammen wahrscheinlich aus Barockzeit. Dafür sprechen die für diese Zeit typische Bauweisen, so die dicken aus rotem Buntsandstein errichteten Bruchsteinmauern. Ungewöhnlich sind die Kreuzgewölbe im Keller und im Erdgeschoss, hingegen typisch die rundbogigen Türen im Keller. Die das Kreuzgewölbe tragenden Pfeiler haben eine schlichte quadratische Basis und die Kapitelle sind rechteckige Blöcke aus Kalksandstein ohne Verzierungen.
Am dem Herrenhaus gegenüberliegenden Schafstall, dem ältesten unverändert gebliebenen Gebäude des Hofes von 1748/49, wurde damals eine Wappenkartusche angebracht, welches das Schulenburgische Wappen darstellt, zur Seite zwei wilde Männer. Daraus kann geschlussfolgert werden, da Wappen am Herrenhaus fehlen, dass das Stallgebäude neu errichtet worden war.
Nach einer preußischen Generalstabskarte von Kirchscheidungen aus dem Jahre 1852 war damals das gesamte Rittergut in einem vollkommen anderen baulichen Zustand wie heute. Das Hauptgebäude hatte im Grundriss etwa die Form einer „4“ mit geraden Schenkeln. Die nördlichen Stallgebäude fehlten. Warum hier der Grundriss der Gebäude und des gesamten Gutes so gravierend von anderen Karten abweicht, konnte bislang nicht geklärt werden.
In der zweiten Hälfte des 19. Jahrhunderts entstand der heutige dreigeschossige, etwas symmetrische Barockbau des Herrensitzes, mit hohem Mittelrisalit, gebrochenem und allseitig abgewalmtem Mansardenwalmdach. Ihm zur Seite wurden zwei zweigeschossige, niedrigere und nüchterne Stallgebäude gestellt (dieser Grundriss entspricht etwa dem Abwärtsstrich einer vier). Nach alten Karten gehört der linke Anbau mit zum ältesten Gebäudeteil und hatte vermutlich einen Vorgängerbau, was anhand der vorhandenen Unterkellerung und Bauausführung anzunehmen ist. Aus alten Zeiten befindet sich noch eine Kerkerzelle dort, mit in der Wand eingelassenen Ringen für Hand- und Halsketten. Bei dem Um- und Ausbau des Hauses wurde äußere die Hülle nach barockem Vorbild vollkommen verändert. Es wäre sogar möglich, da alle Fenster, Türen und Blendecken des Hauses ca. 2 cm über dem Mauerwerk hervorstehen, dass – nach dem Geschmack der Zeit – das Haus sogar vollkommen verputzt und angestrichen war. Die beiden Haupteingänge in der Mitte des Haupthauses, beides identische barocke Portale mit gesprengten Giebeln, befanden sich jeweils an der Hof- und Gartenseite. Heute ist es deshalb nicht mehr möglich von seiner heutigen äußeren Ansicht, Rückschlüsse auf die vorhergehende zu ziehen. Der Umbau macht auch deutlich, dass das Herrenhaus nicht mehr als Adelssitz, sondern nur noch als Guts- und Verwaltungshof gedacht war.
Anfang des 20. Jahrhunderts wurden die Wege des Hofes gepflastert. Zu dieser Zeit muss auch das Brunnenhäuschen in der Nähe der Unstrut angelegt worden sein, mit dem sich das Rittergut Wasser versorgte. Eine Wasserzisterne war im linken Seitenflügel unter dem Dach angebracht, welche beim Umbau des Herrenhauses 1949 entfernt wurde. Das Brunnenhäuschen wurde in den neunziger Jahren abgerissen.
Der Ober- und Unterhof hatten 1908 eine Größe von 142 ha 30 ar und 12 m².
Bei einem starken Gewitter am 13. Juli 1911 schlug der Blitz in einen Stall des Rittergutes Kirchscheidungen (das heutige Wohnhaus / Stallgebäude von Knips / Kaufmann). Der Stall brannte damals ab, wurde aber bereits ein Jahr später wieder aufgebaut. Beim Wiederaufbau erfolgte die Teilung der Gebäude, wie es heute noch zu sehen ist. Im gleichen Jahr wurde im Pfarrhof an Stelle des ca. 50 Fuß tiefen Ziehbrunnens (auf der Nordseite der Pfarre), eine Saugpumpe eingebaut. Das Wasser konnte aber nicht als Trinkwasser genommen werden und musste nach wie vor im Dorf geholt werden.
Den Oberhof des Rittergutes umgaben bis dahin Bullen-, Schaf- und Schweineställe: (Lohberg Nr. 75, 76), ein Schafstall (Lohberg Nr. 74) und ein Kuhstall (Lohberg Nr. 73). Der Pferdestall war im Erdgeschoss des linken Seitenflügels des Herrenhauses (Lohberg Nr. 77) gewesen.

### Nachkriegszeit
Nach Ende des Krieges 1945 kamen Flüchtlinge nach Kirchscheidungen. Es herrschte Wohnungsknappheit und deshalb wurden kurzzeitig in den Gutsanlagen und in der Wohnung des schulenburgischen Gutsinspektors Knips Flüchtlinge und Umsiedler untergebracht. Es waren rund 300 Flüchtlinge – zum Teil katholisch und aus dem Sudetenland – gekommen, so dass die Einwohnerzahl des Ortes auf rund 800 wuchs. Wenig später wurde von der sowjetischen Kommandantur Burgscheidungen das Rittergut aufgelöst.
Nach Abschluss der Bodenreform wurde der rechte Hausflügel des Herrenhauses abgerissen. Vom Bürgermeister war der Abriss angeordnet worden, um den Neubauern Baumaterial zum Bau von Ställen zur Verfügung stellen zu können. Die sowjetische Kommandantur setzte diese Anordnung durch. Örtliche Handwerker, die sich weigerten, sollen von einem sowjetischen Offizier auf den Dachboden gejagt und mit vorgehaltener Pistole gezwungen worden sein, mit dem Abriss des Daches zu beginnen. Der rechte Flügel, der einen eigenen Eingang und ein Treppenhaus hatte, wurde bis zum Erdboden abgetragen. Vom Abbruchmaterial holten sich die Neubauern und auch andere Bauern des Ortes Steine. Die Häuser der Familien Quasdorf und Wenghöfer wurden, soviel bekannt ist, mit Sandsteinen aus diesem Seitenflügel errichtet. Der verbleibende Schuttberg blieb noch Jahre liegen. Falls der rechte Seitenflügel, wie das Haupthaus und der linke Seitenflügel, unterkellert war, hat es keinen Kellerzugang vom Keller des Haupthauses zu diesem gegeben. Das Haupthaus und der verbleibende Seitenflügel blieben danach ungenutzt und verfielen.
Die anderen nun „überflüssigen“ Häuser und Stallungen und alle den Hof umgebenden Mauern und Tore des Oberhofes wurden ebenfalls abgetragen. Die Wirtschaftsgebäude und Stallungen teilte man unter Neubauern auf und deren spezifischen Wohn- und Wirtschaftszwecken umgebaut und angepasst. Auch der spätere Ortspfarrer Paul Reschke wohnte von Oktober 1947 bis 1949 im Inspektorhaus.
Am 22. August 1947 wurden die Landräte in Sachsen-Anhalt aufgefordert, zusammen mit der Bodenreformkommission und dem VdgB die Gutshöfe aufzuteilen und die ungenutzten Gebäude und Herrenhäuser abzureißen. Der Befehl 209 der SMAD vom 9. September 1947 zur Schaffung von Neubauernhöfen gab hierfür die rechtliche Grundlage. Im Winter 1947/48 begannen die ersten Abrisse in Sachsen-Anhalt. Um abrissbedrohte Gebäude zu retten, wurden vielerorts nach Nutzungsmöglichkeiten gesucht. Die Gutshäuser dienten u. a. als Notunterkünfte, als Wohnungen für Umsiedler aber auch als Schulen, Alters- und Pflegeheime, Museen, Archive oder Verwaltungen. Unter dem Gesichtspunkt kann der spätere Umbau des Herrenhauses als Teil der Erhaltung des Hauses als Ganzes gesehen werden.
Für das leer stehende ehemalige Gutsinspektorhaus im alten Rittergut im Oberdorf hatte die Gemeinde 1949 eine Nutzungsmöglichkeit gefunden. Die Gemeindevertretung beschloss den Ausbau des Gutsinspektorhauses zur Schule, da das alte Schulgebäude von 1864 die vielen Schüler nicht mehr aufnehmen konnte (Frühjahr 1945: 80 Schüler, Herbst 1945: 129 Schüler, 1946: 130 Schüler, 1954: ca. 100 Schüler). Am 16. Mai 1949 beantragte Bürgermeister Schäfer beim Landeskonservator den Umbau zu einem 5-klassigen Schulgebäude mit einer Lehrerwohnung. An der Stelle des abgebrochenen rechten Seitenflügels sollte ein zweigeschossiges Abortgebäude errichtet werden. Im linken Seitenflügel war eine Turnhalle vorgesehen. Errechnete Gesamtkosten für den Bau 81.1993,10 DM. Der Umbau wurde von der Denkmalbehörde unter zahlreichen Auflagen genehmigt u. a. die klare und schöne Linienführung und die Fensteranzahl zu erhalten. Die zu ergänzenden Sandsteinfassungen sollen genau wie die vorhandenen nachgearbeitet werden um später keine Veränderungen mehr zu sehen. Der Haupteingang der sich bis dahin in der Mitte des Gebäudes befand, kann unter der Auflage herausgenommen werden, ihn später originalgetreu wieder einzubauen. Als Pfarrer des Kirchsprengels Kirchscheidungen wurde Paul Reschke am 24. Juli 1949 eingeführt.
Am 22. September 1950 wurde mit den Bauarbeiten im Inneren des Hauptgebäudes begonnen. Die Planung und Ausführung der Baumaßnahmen liefen unter der Firma Busch aus Laucha unter dem Bauingenieur Rosowsky. Um im Erdgeschoss ein Klassenzimmer zu schaffen, war es nötig, die tragenden und die Sicht störenden gemauerten Tragpfeiler herauszunehmen. Dabei wurde das ganze Kreuzgewölbe herausgebrochen und entfernt. Eine neue, gerade Holzbalkendecke wurde eingezogen. Im 1. OG wurden zwei Klassenzimmer und ein Lehrerzimmer eingerichtet. Das 2. OG wurde zur Lehrerwohnung für Heinz Kamutzki und seine Frau umgebaut. Das innere Treppenhaus wurde im Erdgeschoss gedreht. Auch der Zugang vom 2. OG zum Dachboden wurde verändert. Der vorgesehene Anbau des Aborts konnte aus finanziellen Gründen nicht geschaffen werden.
Im Erdgeschoss des Haupthauses wurde 1950 der erste provisorische Kindergarten für 3- bis 6-jährige Vorschulkinder von Kirchscheidungen eingerichtet. Am 2. Januar 1951 wurde die neue Schule mit drei Klassenräumen, einem Lehrerzimmer und einer Dienstwohnung übergeben. Heinz Kamutzki, Neulehrer des Burgscheidunger Lehrgangs, welcher bereits seit dem 1. März 1946 das Amt des Schulleiters im Ort innehatte, wurde Direktor. Er bewohnte nun die Lehrerwohnung im 2. OG.
Nach dem Schulumzug wurde der Kindergarten in die frei gewordene alte, nun renovierte Schule verlegt. Am 2. Januar 1951 wurde der Kindergarten dort eröffnet und im Herbst 1996 aufgelöst.
1952 wurde der kleine, nur eingeschossige Vorbau an der Südseite errichtet und das barocke Eingangsportal als Eingang wieder eingebaut. Später wurde an den Vorbau eine Garage und später an diese seitlich versetzt der Abort der Schule angebaut.
1954 wurde Rudolf Tomaszewski, Schulleiter der Schulen von Burgscheidungen und Tröbsdorf, neuer Leiter der zweiklassigen Schule von Kirchscheidungen, nachdem der bisherige Leiter Heinz Kamutzki als Inspektor zum Rat des Kreises versetzt wurde. Im Herbst des Jahres entstand aus dem Pferdestall des Gutshauses ein weiterer Klassenraum mit den Maßen 12 m × 4 m. Doch war dieser Klassenraum keine vernünftige Lösung, da die Licht- und akustischen Verhältnisse schlecht waren und der Raum im Winter nur schlecht beheizbar war. Daneben entstand ein weiterer kleiner Klassenraum (später Speisesaal). Bei dem Umbau des Zimmers wurde das Kreuzgewölbe abgestützt, dann der gemauerte Sandsteinpfeiler herausgenommen und die Steine mit dem Bauschutt im Keller gelagert. Das Gewölbe wurde vor der Herausnahme des Pfeilers mit einer Stahlschiene unter der Decke gesichert und oberhalb mit Beton aufgefüllt. Der Keller wurde später verfüllt und zugemauert. Auch der Brunnen, welcher sich im Keller befand, wurde mit Bauschutt verfüllt und versiegelt.
1955 waren in Kirchscheidungen sechs Klassen in fünf Unterrichtsräumen im ehemaligen Gutshaus untergebracht. Im gleichen Jahr wurde begonnen über dem ehemaligen Pferdestall Baufreiheit zu schaffen und ihn zu entrümpeln. Man erwog hier den Bau einer Turnhalle. Anfänglich sollten die durchgehenden Lüftungsschlitze im Dach zur Belichtung der Turnhalle genutzt werden. Doch die Lüftungsschlitze wurden bei der Dachumdeckung entfernt. Der im Obergeschoss befindliche große Wasserbehälter wurde demontiert und abtransportiert. Der Zugang zur Halle sollte durch einen Durchbruch im Klassenzimmer des 1. OG im Haupthaus erfolgen. Bei einer baulichen Überprüfung ergab sich, nachdem zuvor die Balkenlage einschließlich der Dielung entfernt worden war und die Stützpfeiler im Pferdestall entfernt werden mussten, dass keine Standsicherheit für eine Turnhalle gegeben war. So blieb das OG bis Mitte der 60 Jahre ungenutzt und verfiel zusehends.
1958/59 gab es in Kirchscheidungen Einstufenklassen von 1 bis 7. Die Schulküche und der Speiseraum waren im EG. Im Keller war das Lebensmittellager. Der Schulhof, welcher ursprünglich hinter dem Haus lag, wurde später auf den umzäunten Gutshof verlegt. Hinter dem Haus wurden der Gemüse- und der Schulgarten eingerichtet. Der Garten ging damals direkt bis an das Haus heran. Die Wege im Garten waren mit Buchsbaumhecken eingezäunt. Auf einer kleinen Anhöhe stand unter den Akazien ein kleiner runder Steintisch. Der Zaun zwischen Haus und Garten wurde erst später angelegt, als das Haus Gemeindeamt wurde.
1960 wurden in Kirchscheidungen nur noch Schüler der Oberstufe, der Klassen 5 bis 8, unterrichtet. 1960/61 entstanden im Anbau des Gutshauses (ehem. Pferdestall) 2 weitere Klassenräume (heute Atelier und Wohnung).
Ab 1. September 1963 entfiel der Schulunterricht in Kirchscheidungen ganz; nur noch Werken, Turnen und UTP fanden hier vorübergehend bis zum Ende Schuljahres statt. Alle Kinder besuchen ab 1. September 1964 die POS in Burgscheidungen. In den frei gewordenen Räumen entstanden nach 1963 im EG eine Arzt- und Gemeindeschwesternstation, die Dorfbücherei, die Poststelle und ein FDJ-Raum. Im 1 OG. wurde ein Raum als Hort genutzt. Die Dorfbibliothek, welche sich bis dahin in der ehemaligen Milchkammer befand, wurde im Klassenzimmer des EG eingerichtet und bestand dort bis 1996 fort. Gisela Kamutzki war deren erste Leiterin und blieb es bis 1975. Die Arzt- und Schwesternstation entstand in der ehem. Schulküche (heute auch Küche und Vorzimmer) mit zwei Behandlungszimmern, und der Speisesaal wurde zum Wartezimmer.
Nach der Schulschließung plante die Gemeinde im September 1965, die im 1. OG des Hauptgebäudes befindlichen zwei Klassenzimmer und das Lehrerzimmer unter Berücksichtigung der Wünsche der Lehrerfamilie Lauterbach zu einer geschlossenen Wohnung umzubauen. Bereits im Oktober wurde der Ausbau genehmigt. In Küche, Bad, Speisekammer und Schlafzimmer wurde die Dielung entfernt und die Gewölbezwickel zubetoniert. Die großen Klassenzimmer wurden mit neuen Trennwänden geteilt. Anfänglich nicht genehmigt wurden die beantragte Fenstervergrößerung, der Toiletteneinbau und ein Fensterdurchbruch im Bad.
Anfang 1966 wurde der linke Seitenflügel instand gesetzt. Zwei Wohnungen sollten nun im 1. OG entstehen. Um die Raumhöhe zu verringern und zwecks Wärmedämmung zog man eine Zwischendecke ein. Die Wohnungen sind 1969 bezugsfertig, aber erst 1971 findet die Bauabnahme statt.
Im Januar 1967 wurde die Lehrerwohnung im 1. OG durch die Familie Lauterbach bezogen. Die Wohnung hat nun laut Mietvertrag auch eine innenliegende Toilette mit Fenster. Diese war nachträglich vom Denkmalschutz mit Auflagen (äußere Fenstergestaltung nach den anderen Fenstern des Hauses) genehmigt. Sie sind aber nicht eingehalten worden.
In den 1970er oder 1980er Jahren wurde das ganze Herrenhaus mit Betondachsteinen komplett neu eingedeckt. Dabei werden im Haupthaus die Barocken Fenstergauben des obersten Dachgeschosses abgenommen. Gleichfalls wurde bei dem Dachumbau der zentrale Rauchabzug im Hauptgebäude und die sich dort im Dachboden befindliche Räucherkammer entfernt.
Im Dezember 1975 wurde das Gemeindebüro und der Sitz des hauptamtlichen Bürgermeisters aus dem großen Gemeindehaus, unmittelbar nördlich des Rittergutes, wieder in die alte Schule verlegt.
Die Gemeindeschwesternstation von Kirchscheidungen wurde 1990/1991 und der Postschalter, welcher sich seit Mai 1981 in einem kleinen Raum im Erdgeschoss befunden hatte, wurde 1993 aufgelöst.
Im Dezember 1995 verkaufte die Gemeinde Kirchscheidungen das Herrenhaus des ehemaligen Rittergutes Kirchscheidungen an die Familie Horst Bier aus Naumburg. Das Haus ging am 1. Februar 1996 in deren Eigentum über. Die Dorfbibliothek, die sich noch im EG des Hauses befand, wurde aufgelöst. Der größte Teil des Buchbestandes der Bibliothek wurde entsorgt, nur wenige Bücher wurden nach Laucha in die dortige Bibliothek übernommen.
Im Frühjahr 1996 wurden die ersten Modernisierungsarbeiten im Haupthaus in Angriff genommen. Im Erdgeschoss wurde eine Wohnung eingebaut, in welche Horst und Margitta Bier nach Abschluss der Arbeiten einzogen. Eine neue Gasheizungsanlage wurde im Keller und neue Heizkörper im ganzen Haus installiert. Ebenfalls wurden die verrotteten Fenster im Erdgeschoss ersetzt.
Im Rahmen des Dorferneuerungsprogramms wird durch die Gemeinde auch der Lohberg, das ehem. Rittergut, umgestaltet, erhält neue Erdgas-, Wasser- und Abwasseranschlüsse und eine neue gepflasterte Straßendecke mit geänderter Straßenführung. Der Hof wird begrünt. Das Dach des Hauses wurde von September bis November 2003 mit Biberschwanz-Ziegeln komplett neu, aber nach historischem Vorbild gedeckt. Die Gemeinde kaufte von der Familie Bier einen Teil des Hofes und die Straße vor dem Haus zurück.

## Unter- und Niederhof
Bei genauem Quellenstudium zeigt sich auch hier ein Problem. Gibt es nun einen Hof, der zwei unterschiedliche Namen trägt, oder gibt es zwei Höfe? Die Lage des Unterhofes ist unsicher.
Nach Heinrich Bergner soll sich der Unterhof unweit des „Niederschlosses“, des südlich des späteren Oberhofes befunden haben. Da die unteren Hofgebäude die älteren waren, müsste der Aufbau des gesamten Rittergutes vom Unterhof her erfolgt sein, was ja eine örtliche Nähe bedingt. Das Herrenhaus des Unterhofes wird als ein einstöckiges Haus von ca. 12 m Länge mit rechteckigen und einigen Rautenfenstern und je einen zweifenstrigen Wohnraum rechts und links beschrieben. Über der Tür soll das Wappen von Rockhausen und neben demselben einen Schriftstein, welcher heute verschollen ist, mit Unterschrift zu sehen gewesen sein:
HERMAN - EHRNFRIET - VON - Rockhausen H. G. H. V. D. 1 5 9 5.
(Hermann Ehrenfried von Rockhausen, Herr auf Kirchscheidungen, 4. und jüngster Sohn des Christoph von Rockhausen) Die Buchstaben G.H.V.D. müssten eigentlich die Anfangsbuchstaben des Namens der Gattin sein. Doch befindet sich in der Zeit im Stammbaum derer von Rockhausen keine weibliche Person, auf die die Abkürzungen passen würde.
Nach einer anderen Beschreibung befindet sich das Herrenhaus des Niederhofes am anderen Ende des Ortes. Ob es sich hier wirklich um den Niederhof handelt, oder um den „Fränkel’schen Hof“ ist nicht klar. Das im 19. Jh. errichtete Haus (heute Lindenstraße 1 und 2, Wohnhaus der Familie Propst) ist ein bescheidenes einstöckiges Gebäude, mit Krüppelwalmdach. Es hat ebenfalls eine Länge von ca. 12 m, mittig an der Längsseite die Haustür, rechts und links mit je zwei rechteckigen Fenstern. Über der Eingangstür des Hauses befindet sich eine vermutlich vom Vorgängerbau übernommene Tafel, welche zwei gut erhaltene Allianzwappen zeigt: links von Rockhausen, rechts von Schütz und unter diesem eine Inschrift:
Der Herr Jesu Behüt das Hauß,
mit allen die da gehen ein und aus.
Hir gebauet Anno 1687.
Initialen über dem Rockhäusischen Wappen: H. C. V. R. (Hans Caspar von Rockhausen, * 1642, geh. 1664; † 20. Mai 1712), beidseitig oberhalb des anderen Wappens A. M. V. R. (Anna Maria von Rockhausen,) und daneben G. V. S. (geborene von Schütz, auf Borxleben, * 1633, erste Gemahlin des Hans Caspar von Rockhausen; † 15. November 1703). (Das Haus ist heute die Nr. 1 und 2 und dient als Wohnhaus der Familie Probst.)
Die Familie von Rockhausen hat diesen Besitz verkauft und verlassen. 1739 wird der Unterhof als wüst und dem Herren von der Schulenburg gehörig genannt. Im April des Jahres hat er diesen mit einem Schafstall bebauen lassen.